# Bataclan
Il Bataclan (in origine Ba-Ta-Clan), è una "sala da spettacolo" di Parigi, situata nell'XI arrondissement. Costruito nel 1864 su progetto dell'architetto Charles Duval, trae il suo nome dall'operetta in un atto di ambientazione cinese Ba-ta-clan di Jacques Offenbach, rappresentata nel 1855.
L'11 marzo 1991 l'edificio che lo ospita è stato dichiarato monumento storico ai sensi della legge francese.

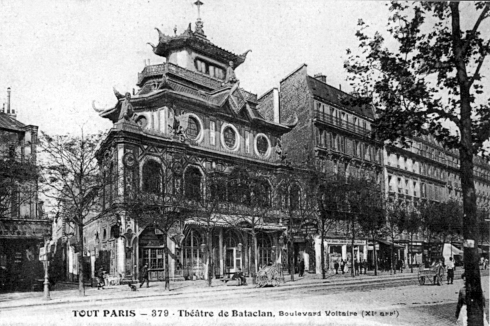
Il Bataclan con la facciata originale attorno al 1900

## Storia
Il Bataclan in origine era una grande sala da café-concert dallo stile orientaleggiante ispirato all'architettura cinese, la cui facciata era dotata di una articolata pagoda ricca di statue di divinità, dragoni cinesi e aste portabandiera. Il caffè e il teatro erano situati al piano terra, mentre al piano superiore c'era un'ampia sala da ballo. Vi andavano in scena concerti e spettacoli di vaudeville di Scribe, Bayard, Mélesville e Dumersan.

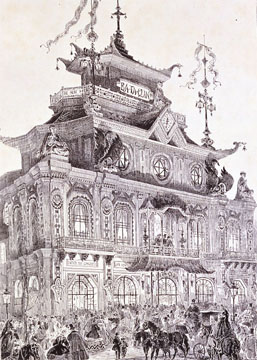
L'Inaugurazione del Bataclan nel 1865

La struttura venne inaugurata il 3 febbraio 1865. Nel 1892 fu acquistato dal cantante Paulus. Nel corso degli anni successivi la sala alternò periodi di successi ad altri meno felici a causa dei frequenti cambiamenti di proprietà, ma visse un nuovo momento di gloria dopo il 1910, grazie a un restauro e un programma incentrato esclusivamente sulla rivista, specialmente gli spettacoli messi in scena da José de Bérys. Fu al Bataclan che Maurice Chevalier ottenne i suoi primi successi. Spinta dal successo ottenuto, la troupe del Bataclan decise di organizzare un tour all'estero recandosi in Sud America, ma l'iniziativa si rivelò economicamente disastrosa.
Nel 1926 l'auditorium del Bataclan venne venduto e trasformato in un cinema, che però nel 1933 andò a fuoco con danni soprattutto al tetto a pagoda. L'edificio originale venne poi parzialmente demolito nel 1950 per adeguarlo alle nuove norme di sicurezza allora in vigore. Nel 1969 il cinema chiuse e l'auditorium diventò nuovamente una sala da spettacolo.
Al giorno d'oggi il Bataclan è noto per il suo programma assai vario che comprende concerti rock e pop, spettacoli comici, serate disco e di café-théâtre. La facciata è stata ridipinta nel 2006 con i colori originali, anche se il tetto originale non esiste più da molto tempo.

### Attentato terroristico del 2015
La sera del 13 novembre 2015, durante un concerto degli Eagles of Death Metal, mentre gli stessi suonano la canzone "Kiss the Devil", il Bataclan è teatro di un attacco terroristico sferrato da un gruppo armato ricollegabile all'autoproclamato Stato Islamico, comunemente noto come ISIS, che ha causato 90 vittime.

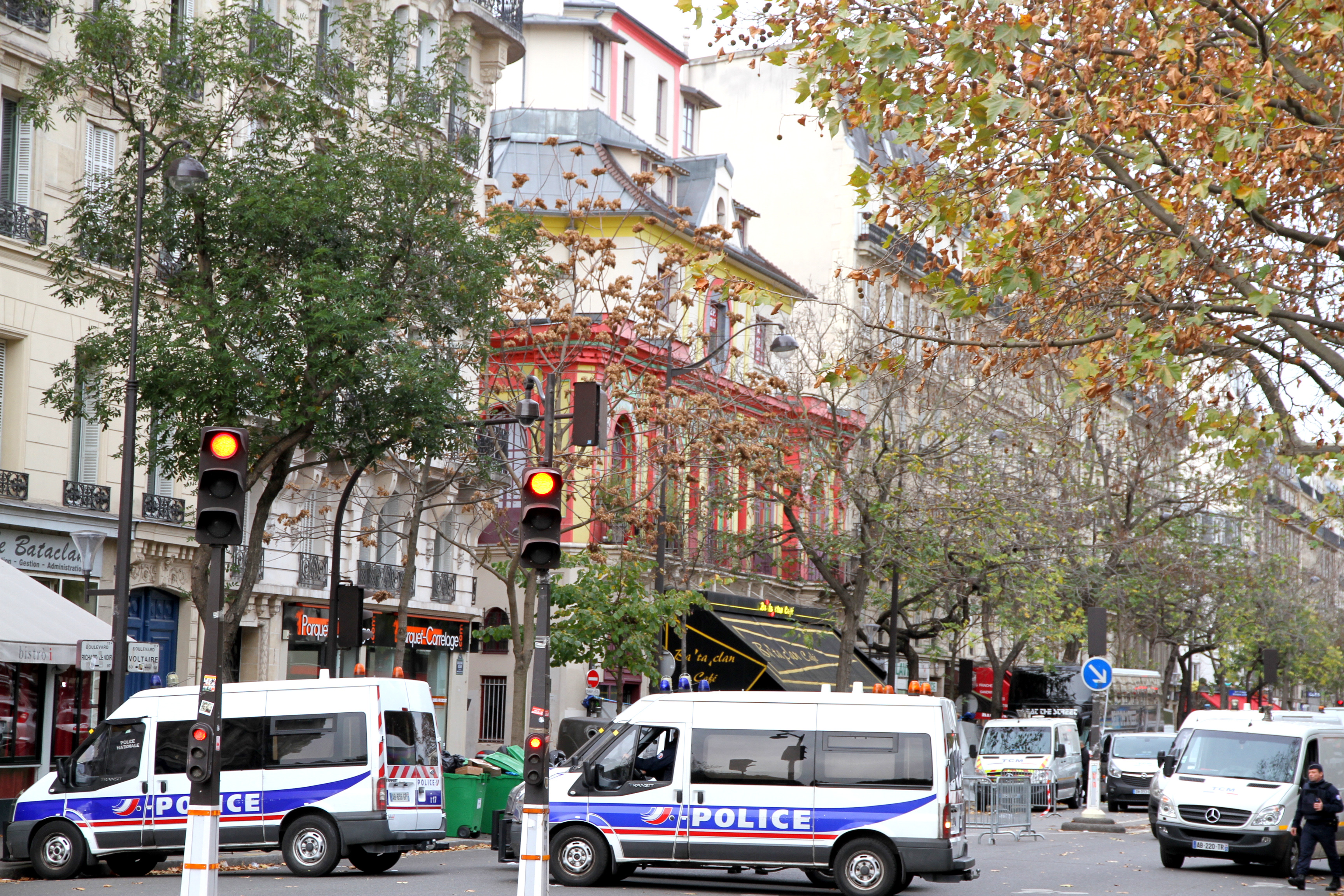
Il Bataclan dopo gli attentati del 13 novembre 2015 a Parigi

Un anno dopo l'attentato dell'ISIS, il 12 novembre 2016 il celebre teatro riapre al pubblico con un concerto di Sting, che registra il tutto esaurito. 
Nel giugno del 2018, lo street artist Banksy ha dipinto su una delle porte d'uscita di sicurezza del locale una ragazza velata e addolorata, utilizzando stencil e vernice bianca. Nel gennaio del 2019 la porta viene rubata, per poi essere ritrovata in un casolare nelle campagne di Sant'Omero dai Carabinieri.